# Менхоаненг
Менхоаненг (англ. Menkhoaneng) — одна з місцевих громад, що розташована в районі Лерібе, Лесото. Населення місцевої громади у 2006 році становило 22 502 особи.